# Kekulé számozási rendszer

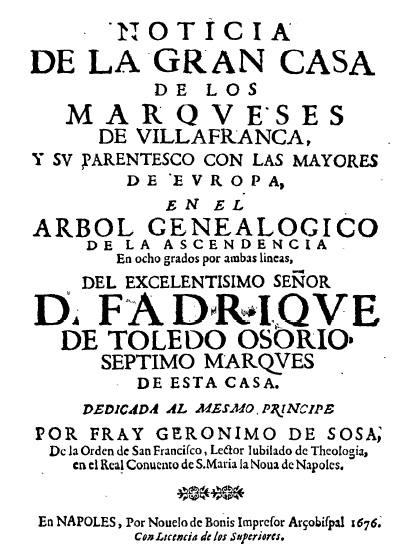
de Sosa: Noticia de la Gran Casa de los de Marquesa Villafranca

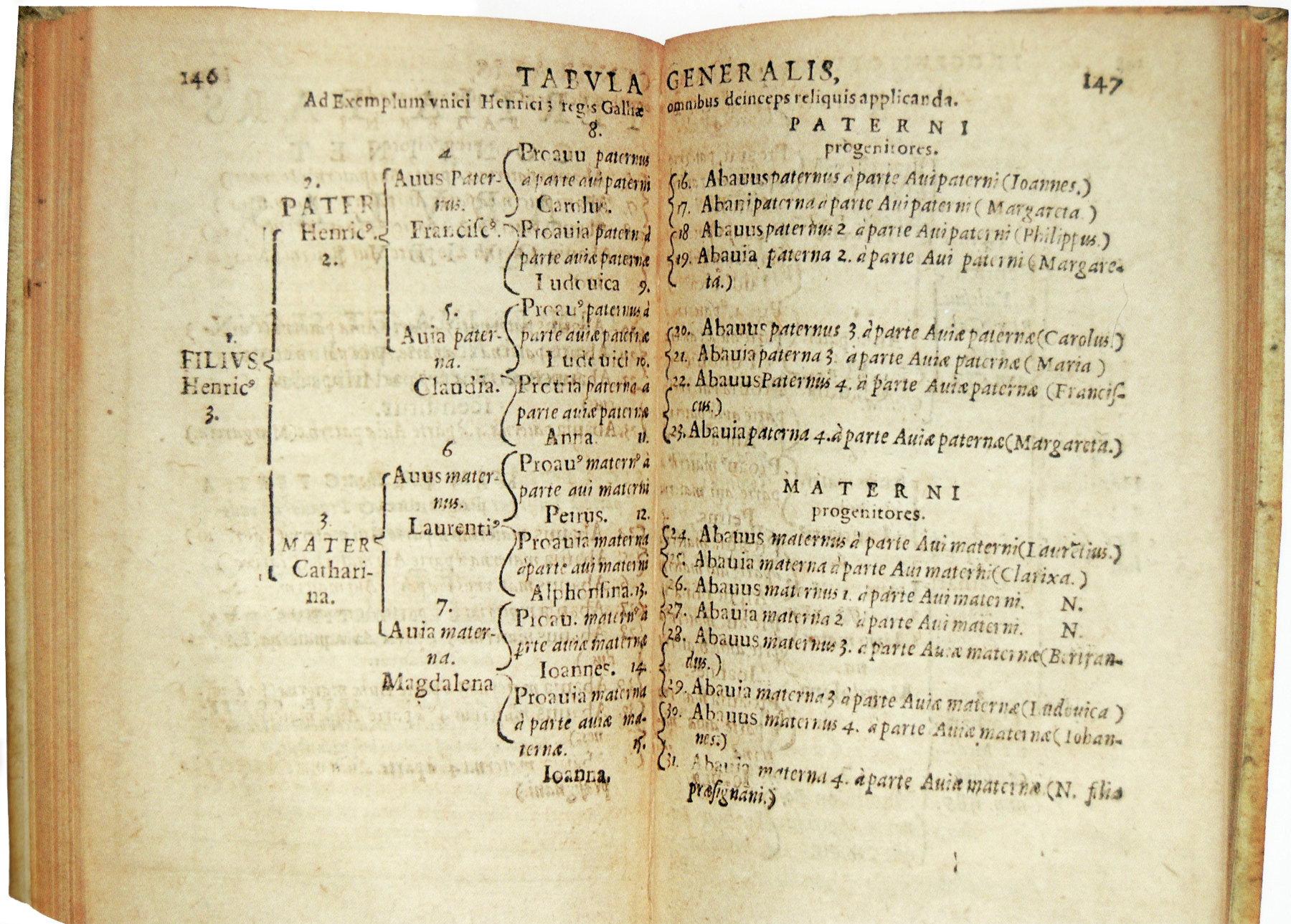
III. Henrik családfája

A Kekulé számozási szisztéma olyan genealógiai jelölőrendszer, mely az egyenes ági felmenőket egyedi azonosítóval látja el. Az ismert német kémikus Friedrich August Kekulé Stradonitz fia, Karl von Stephan Kekulé Stradonitz alkotta meg a róla elnevezett számozási rendszert, melyet a nemzetközi szakirodalom Sosa – Stradonitz System néven ismer.

## Leírása
Az új módszer forradalmasította a genealógiai matematikát. Kekulé eredményének gyökereit két korábbi publikációban kell keresni. Michaël Eytzinger (Aitsingerus, Eitzing, Eitzinger, Eyzinger stb.) osztrák történész 1590-ben III. Henrik francia király családfája megrajzolásával először tett közzé a felmenők ábrázolásával kapcsolatos elképzeléseket.
Az ismert spanyol ferences szerzetes, genealógus, Jerónimo de Sosa (Fr. Geronimo de Sosa OFM) 1676-ban adta ki gondolatait.
Az idővel feledésbe merült munkákat két évszázaddal később dr. Karl von Stephan Kekulé Stradonitz (Gent, 1863. május 1. - Berlin, 1933. május 5.), az 1700-as években Németországban letelepedett nemesi család sarja bázisként használva dolgozta ki saját elméletét. Kekulé pályáját hivatásos katonaként kezdte, majd jogi tanulmányokat folytatott, s az örökösödési jog területén dolgozva lett genealógus. Az 1898-ban kiadott Ahnentafel Atlas-ban foglalta össze elképzeléseit, melyeket előadásokon népszerűsített, sőt szorgalmazta, hogy a tudományos genealógia tantárgy legyen a német egyetemeken.
A Kekulé szám alapja a No1. számmal jelölt (azaz a vizsgált) személy, aki egy család vérrokoni hálózatából tetszőlegesen kiválasztandó (kiválasztható). A Kekulé szám jele a genealógiában K + egy szám. Pl. K2 a vizsgált személy apja, K11 a vizsgált személy apai nagyanyai dédanyja stb.
A vizsgált személy tehát az egyes sorszámú egyed, ennek apja kapja a kettes számot, anyja a hármast, apai nagyapja a négyest, apai nagyanyja az ötöst stb.
Az így megszámozott személyek bármelyikének apja kétszer nagyobb, míg anyja kétszer nagyobb + 1 számot visel, mint a gyermek. Azaz az apa száma a gyermekéhez képest 2n, az anyáé 2n+1 (ahol n = a kiválasztott személy Kekulé számával).

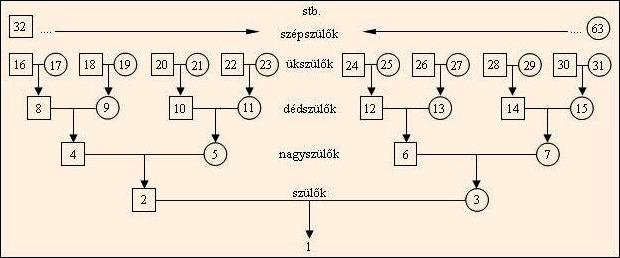
Genealógiai számozás Kekulé szerint

Generáción belül mindig a férfi ág kerül előbb számozás alá, s eltekintve a (tetszés szerint kiválasztott) No1. személytől (aki lehet férfi vagy nő is), a páros számok férfit, a páratlanok nőt jelölnek. Miután mindenkinek csak egy és csakis egy genetikai apja, illetve egy genetikai anyja lehet (akik nem feltétlenül azonosak a jogi szülőkkel), az egyes generációs szintek adott Kekulé szám intervallumokkal rendelkeznek. A No1. személy szülei csak a 2-3; nagyszülei csak a 4-7; dédszülei csak a 8-15; ükszülei csak a 16-31; stb. számokat viselhetik. Tehát a Kekulé szám egy egyedi azonosító adott vérrokoni hálózaton belül, mely megmutatja az illető nemét (kivéve a No1.), valamint az egyes sorszámú személytől való genealógiai távolságot és a tőle hozzá vezető vérvonalat. Pl. a K27 szám megmondja, hogy a  No1.-től számított 4. generáció egyik nőtagjáról van szó, azaz egy üknagymama, aki a vonal végigkövetése után természetesen nem más, mint az egyes számú egyed anyai nagyapjának anyai nagyanyja.
| Az egyenes ági ősök matematikája az első 15 generációban (ősvesztés nélküli, teljes generációkra nézve) | Az egyenes ági ősök matematikája az első 15 generációban (ősvesztés nélküli, teljes generációkra nézve) | Az egyenes ági ősök matematikája az első 15 generációban (ősvesztés nélküli, teljes generációkra nézve) | Az egyenes ági ősök matematikája az első 15 generációban (ősvesztés nélküli, teljes generációkra nézve) |
| A generáció sorszáma                                                                                    | A generációban élő egyenes ági felmenők száma                                                           | A generációban élők számának matematikai képlete                                                        | A generáció lehetséges Kekulé számai                                                                    |
| --- | --- | --- | --- |
| 0. | a vizsgált személy                                                                                      | 20 | 1 |
| 1. | kettő szülő                                                                                             | 21 | 2-3 |
| 2. | négy nagyszülő                                                                                          | 2 | 4-7 |
| 3. | nyolc dédszülő                                                                                          | 23 | 8-15 |
| 4. | tizenhat ükszülő                                                                                        | 24 | 16-31                                                                                                   |
| 5. | 32 szépszülő                                                                                            | 25 | 32-63                                                                                                   |
| 6. | 64 ősszülő                                                                                              | 26 | 64-127                                                                                                  |
| 7. | 128 egyenes ági ős                                                                                      | 27 | 128-255                                                                                                 |
| 8. | 256 egyenes ági ős                                                                                      | 28 | 256-511                                                                                                 |
| 9. | 512 egyenes ági ős                                                                                      | 29 | 512-1023                                                                                                |
| 10. | 1024 egyenes ági ős                                                                                     | 210 | 1024–2047                                                                                               |
| 11. | 2048 egyenes ági ős                                                                                     | 211 | 2048–4095                                                                                               |
| 12. | 4096 egyenes ági ős                                                                                     | 212 | 4096–8191                                                                                               |
| 13. | 8192 egyenes ági ős                                                                                     | 213 | 8192–16383                                                                                              |
| 14. | 16384 egyenes ági ős                                                                                    | 214 | 16384–32767                                                                                             |
| 15. | 32768 egyenes ági ős                                                                                    | 215 | 32768–65535                                                                                             |

A számozást könnyű megérteni, s hatékonyan használható örökösödési, névhasználati perekben, pedigré összeállításakor, rokonsági fok meghatározásakor, genetikai vizsgálatkor stb. A Kekulé számmal meg lehet jelölni a vizsgált személyre mutató őst leszármazási névsor összeállítása vagy családfa megrajzolása nélkül. A modern családfakészítő számítógépes programok (amennyiben nincs ősvesztés) képesek automatikusan generálni a Kekulé számot.

## A számozási módszer hátrányai
Nem tagadva a Kekulé szám nagyszerűségét, megjegyzendő, hogy az exponenciálisan növekvő egyenes ági ősök sorszáma is a 2n  hatványnak (ahol n = a generációk száma) megfelelően nő, azaz a 10. generáció felett már kezelhetetlenül nagy Kekulé számok jelzik az egyes személyeket. További kritika, hogy Kekulé szám csak egyenes ági ősnek „jár”, oldalági vérvonal személyeit, féltestvéreket nem lehet vele azonosítani. A legnagyobb nehézséget azonban annak eldöntése jelenti, hogy ősvesztés esetén a választható sorszámok közül melyikkel ruházzuk fel a további felmenőket. A genealógiai logikából adódóan ezek a hátrányok együttesen végül is megakadályozzák a számítástechnikai programozókat abban, hogy képesek legyenek a Kekulé számozást automatikusan megadó családfakészítő programot írni.

## Ősvesztés
Ősvesztést jelent, ha a mindenkori vizsgált személy felmenői a felettes generációkban már kereszteződtek. A 0-1. generációban meglévő keresztezés vérfertőzés, ezt a polgári és az egyházi törvények is tiltják. (Részben ennek kivédésére indultak meg az anyakönyv-vezetések.)
A felettes 2-3. generációk kereszteződése I-III. fokú vérrokonságot jelent, mely alaphelyzetben házassági akadályt jelentett. Ez alól az akadály alól azonban felmentést adhatott – és rendszerint adott is – az illetékes Egyházmegyei Főhatóság. Ilyet leggyakrabban az endogám közösségekben láthatunk (pl. a vagyonmegtartó házasságok a sváboknál és az arisztokratáknál, de – más okokból – a cigányságnál is). A negyedik generáció feletti ősvesztéseknek nincs jogi következménye, azonban a Kekulé számozásra éppoly hatással van. Ősvesztés esetén nem lehet kimeríteni az adott generációban lehetséges Kekulé-szám intervallumokat, saját hatáskörben kell dönteni, melyik „ősvesztő” rokon sorszámát kapja a felettük álló rokoni vonal. Egy egyszerű példával: ha bármely kettő dédszülő történetesen unokatestvér (természetesen nem kell, hogy házastársak legyenek, de éppen lehetnek is), akkor az ükszülők között van egy testvérpár, akiknek közös szüleik lesznek a szépszülők között. Azaz az ősszülők kettővel kevesebben lesznek, a lehetséges 64-ből csak 62-en. Szabály híján eldönthetetlen, hogy az ősszülők melyik gyermekük Kekulé számozását vigyék tovább! Az ősszülők feletti generációkban természetesen folytatódik az ősvesztő folyamat: minden egyes ősvesztés 2n-kel csökkenti a vérrokonok számát. Példánkban, ha több ősvesztés nem fordul elő az ágban, a 10. generációban lehetséges 1024 egyenes ági vérrokon helyett már „csak” 992-t találunk, azaz az ősvesztéstől számított öt generációban összesen 62 vérrokonnal kevesebb személy szerepel, mint az ösvesztés nélküli ágban. Az ősvesztés progresszivitása analóg az „ősszerzés” progresszivitásával. Ez a magyarázata annak, hogy a ma élő embertömegnek a középkori (ókori, őskori) – lényegesen kevesebb – lakosságszám is elegendő őst biztosított. A táblázatban a 15. generáció 32 768 ősszáma nem azt jelenti tehát, hogy minden ma élő embernek külön-külön ennyi őse volt, hanem, hogy egy teljes családfában a 15. generációban 32 768 ősünk lenne (ha létezne egyáltalán 15 generációs teljes családfa). A mi saját 32 768 ősünk javát azonban sok más kortársunk is magáénak ismerné, ha felkutatná őket!
	Az ősvesztéses családfa ábrája is jól szemlélteti a folyamatot, ugyanis elveszti a fraktális szimmetriát, sőt 3-4 generáción belüli több ősvesztés teljesen ellehetetleníti a családfa megrajzolását. Az ősvesztésnek annyi formája lehet, amennyi a 2 – 63 számú személyek közötti rokoni kapcsolatok lehetséges száma. Ezek a rokoni kapcsolatok lehetnek generáción belüliek vagy azokon átnyúlóak. Pl. a K11-es személy lehet testvére, féltestvére, I-III. fokú unokatestvére K15-nek, de akár K28-nak is stb. Vagy feltéve, hogy K13 és K14 személyek testvérek, akkor eldönthetetlen, hogy szüleik a 26-27 avagy a 28-29 sorszámot kapják-e, ami természetesen befolyásolja majd azok felmenőinek sorszámát is. Ezt a Kekulé számozás nem képes kezelni.

## Egyéb genealógiai számozási rendszerek
A Kekulé szám hibáinak kiküszöbölésére különféle módosítások-próbálkozások születtek. Ezek többnyire a Kekulé számot követő betüjelekkel vagy decimális számozással kísérlik meg az oldalági rokonság rögzítését. A teljesség igénye nélkül:
Dollarhide System (William Dollarhide után)
Henry System (Reginald Buchmann Henry 1935-ben leírt rendszerét 1940-ben Jaques d’Aboville fejlesztette tovább)
Register System
NGSQ System
Meurgey de Tupigny System
de Villiers/Pama System
stb.